# Чукотський ВТТ Дальбуду
Чукотський ВТТ Дальбуду (рос. ЧУКОТСКИЙ ИТЛ ДАЛЬСТРОЯ, ИТЛ Чукотстроя, Чукотстройлаг, Чукотский ИТЛ УСВИТЛа, ЛО Чукотстроя) — табірний підрозділ, що діяв в структурі Дальбуду.

## Історія
Чукотський ВТТ створений в 1949. Управління розміщувалося в селищі Егвекінот, Чукотський автономний округ. В оперативному командуванні він підпорядковувався спочатку Головному управлінню виправно-трудових таборів Дальстрой, а пізніше Управлінню північно-східних виправно-трудових таборів Міністерства Юстиції СРСР (УСВИТЛ МЮ) (пізніше УСВИТЛ переданий в систему Міністерства Внутрішніх Справ).
Одноразова кількість ув'язнених могло досягати 7000 осіб.
Чукотський ВТТ припинив своє існування в 1956 році.

## Виконувані роботи
- буд-во причалів в Затоці Хреста, Егвекінотської дизельної електростанції, порту Егвекінот,
- буд-во школи в Затоці Хреста, аеропорту в Егвекінот,
- буд-во ЛЕП Затока Хреста — Іультин і автодороги Егвекінот — Іультин,
- робота на копальні «Іультин», буд-во Іультинського гірського комбінату, Іультинської ЦЕС, обслуговування рудника та збагачувальної ф-ки «Іультин», копальні «Полярний»,
- отримання вольфрамового концентрату